# Alle Abenteuer dieser Erde
Alle Abenteuer dieser Erde ist ein deutschsprachiger Schlager mit Text von Georg Buschor und Musik von Christian Bruhn, das 1969 vom österreichischen Sänger Freddy Quinn veröffentlicht wurde und in den deutschen Singlecharts Platz 14 belegte.

## Liedtext
Freddy Quinn singt, dass „wir alle Abenteuer dieser Erde bestehen wollten“ – „alle Wunder dieser großen Welt gemeinsam sehen“. „Doch ich ging ohne dich. Denn ich glaubte daran, dass das Leben beginnt“. Ab und zu käme ein Brief von ihr, so erfuhr er von ihrem Warten. „Alle Abenteuer dieser Erde müssen einmal enden und nun stehe ich vor Deiner Tür mit leeren Händen.“ Zum Schluss bittet er sie: „Komm, beginn noch einmal mit mir“.

## Schallplattenhülle
Auf der Schallplattenhülle der Single-Veröffentlichung ist der Kopf von Freddy Quinn in der Profilansicht komplett schwarz gefärbt zu sehen. In roter Farbe ist der Schriftzug „Freddy“ am oberen Ende über die gesamte Schallplatte geschrieben, darunter in weißen Buchstaben „Alle Abenteuer dieser Erde“. Der Titel der B-Seite, „Versunkene Träume“ ist rechts vom Gesicht in gelber Schrift zu lesen.

## Veröffentlichung
Das Lied wurde 1969 als Single im Label Polydor (Nummer: 53 381) veröffentlicht; auf der B-Seite befand sich das Lied Versunkene Träume. Die Produktion geschah durch die Deutsche Grammophon Hamburg und die Veröffentlichung durch Intro (Seite A) und Eldorado (Seite B). Der Acetat-Lack-Schnitt und die Pressung wurde von der Deutschen Grammophon Gesellschaft Pressing Plant durchgeführt. Die Musik wurde vom Orchester Christian Bruhn gespielt. Die in der Schweiz veröffentlichte Version wurde durch Intro und den Eldorado Musikverlag veröffentlicht und die Pressung geschah durch die Turicaphon AG. Bei der Version in Deutschland und der Schweiz war die Rechtegesellschaft die Gesellschaft für musikalische Aufführungs- und mechanische Vervielfältigungsrechte, bei der österreichischen Version das Bureau International de l’Edition Mecanique.
Das Lied war am Album Alle Abenteuer dieser Welt zu finden, das im Musiklabel Polydor (Nummer: 179 086) in der Schweiz als spezielle Veröffentlichung verkauft wurde. Der exklusive Einzelhändler des Albums war der Grammoclub Ex Libris; der Druck geschah durch das Unternehmen Hofmanndruck. Der Albumproduzent war Gerhard Mendelson. Auch war das Lied auf Freddy Quinns 24. Studioalbum, das 1971 unter dem Titel Freddy heute (Polydor-Nummer: 2371 192) veröffentlicht wurde.
Das Lied war Teil der Kompilation Das waren Schlager 1969 (Polydor-Nummer: 32 219-8), die 1969 im Rahmen der Albenserie Das waren Schlager veröffentlicht wurde. Unter anderem war auf dem Album die deutschsprachige Version des Lieds Azzurro von Peter Rubin und Mendocino in der Version von ABC-Company vorhanden. Dieses Album wurde durch den Polygram Musik Vertrieb in Umlauf gebracht. Ein ähnliches Album war die Kompilation Spitzenreiter ’69 (Polydor-Nummer: 237 321) im Rahmen der Albenserie Spitzenreiter, die in Deutschland 1969 veröffentlicht wurde. Der Druck des Albums geschah durch die Gerhard Kaiser GmbH und die Herstellung durch die Deutsche Grammophon Hamburg. Unter anderem befanden sich Ob-La-Di, Ob-La-Da in der Version von Herb Alpert und Eloise von Barry Ryan auf dem Album. Ebenfalls 1969 erschien das Album Die große & aktuelle Starparade ’69 / 2 (Polydor-Nummer: 249 312) – im Rahmen des Albenserie Die große & aktuelle Starparade –, auf dem Alle Abenteuer dieser Erde vorhanden war.
Alle Abenteuer dieser Erde war auf dem Kompilationsalbum Die großen Erfolge, das 1973 bei Polydor unter der Nummer 2371 377 erschien sowie dem Kompilationsalbum In Gold, das 1978 bei Polydor unter der Nummer 2459 159 erschien, vorhanden.
Ein 2021 in den Labels Electrola und Universal Music Group (Nummer beider Veröffentlichungen: 06024 3878196) veröffentlichtes Kompilationsalbum Freddy Quinns trägt denselben Namen. Auf diesem Album, das zwei Compact Discs und eine DVD umfasst, ist das Lied ebenfalls vorhanden.

## Coverversionen (Auswahl)
Folgende Coverversionen sind bekannt:
- Mark Frey, 1969.[12] Freys Version war Teil des Extended-Play-Albums Das Mädchen Carina / Lass doch den Sonnenschein / Alle Abenteuer dieser Erde / Bene, bene, bene, auf dem noch Das Mädchen Carina in der Version von Bob Marko, Lass doch den Sonnenschein in der Version von Evi Arend und Bene, bene, bene in der Version von Conny Kampla vorhanden waren. Die Musik stammte vom Orchester Jan Mossura. Die Veröffentlichung der Schallplatte geschah im Musiklabel Clariphon (Nummer: C 466).[13]
- Bob Marko, 1969. Markos Version war Teil des Albums Schlager-Rennen. Die Veröffentlichung der Schallplatte geschah im Musiklabel Elite Special (Nummer: SOLP-393).[14] Weiters befand sich seine Version auf dem Album Schlager ’69, das 1969 im Musiklabel Ex Libris (Nummern: EL 12 031 und EL 12031) erschien.[15]
- Orchester Jo Plée (Instrumental), 1969.[12] Die Veröffentlichung geschah auf dem Album Schlagerrunde – Folge 7 in der Albenserie Schlagerrunde. Die Veröffentlichung geschah im Plattenlabel Tip unter der Nummer 633 157.[16]
- Orchester Dieter Zimmermann, 1969. Die Veröffentlichung geschah auf dem Album Hits For Dancing 4 in den Albenserien Hits For Dancing und Brillant. Die Veröffentlichung geschah im Plattenlabel Metronome Records unter den Nummern 10.225 und 10 225.[17]
- Orchester Pete Danby (Instrumental; Medley), 1969[12]
- Die Allstar-Crew, 1973. Diese Version befand sich auf dem Album Hit-Revue – Die 12 Super-Hits in ihrer Gala-Version – Folge 4, das im Rahmen der Albenserien Luxor-Serie und Hit-Revue im Musiklabel Populär (Nummer:21154 ST) erschien.[18]
- Unbekannter Interpret. Im Musiklabel Somerset wurde das Album Schlagerrakete (Nummer: 687) veröffentlicht, auf dem das Lied vorhanden war.[19]
- Orchestra Freddy L’Host, Orchestra Cliff Carpenter. Im Musiklabel SR International wurde das Doppelalbum Stereo-Hitparade-Instrumental 69/70 (Nummer: 92 291) veröffentlicht, auf dem das Lied vorhanden war. Weitere Lieder waren unter anderem Mendocino, Je t’aime … moi non plus, Venus, In the Year 2525, Hinter den Kulissen von Paris, Oh Happy Day, Sugar, Sugar, Honky Tonk Women und In the Ghetto.[20]
- Horst Wende and his Accordeon-Band. Wende veröffentlichte das Lied auf dem Album Hits À La Carte, das unter der Polydor-Nummer 543.081 in Kanada erschien.[21]
- Carlos Murro. Diese Version befand sich auf dem Album Neue Schlagervolltreffer – Vol.4, das im Rahmen der Albenserie Neue Schlagervolltreffer im Musiklabel Die Volksplatte (Nummer: 1C 048-28 115) erschien.[22]

## Charts und Chartplatzierungen
| ChartsChartplatzierungen | Höchstplatzierung | Monate |
| ------------------------ | ----------------- | ------ |
| Deutschland (GfK)        | 14 (2 Mt.)        | 2      |